# خیابان محدوده مسکونی

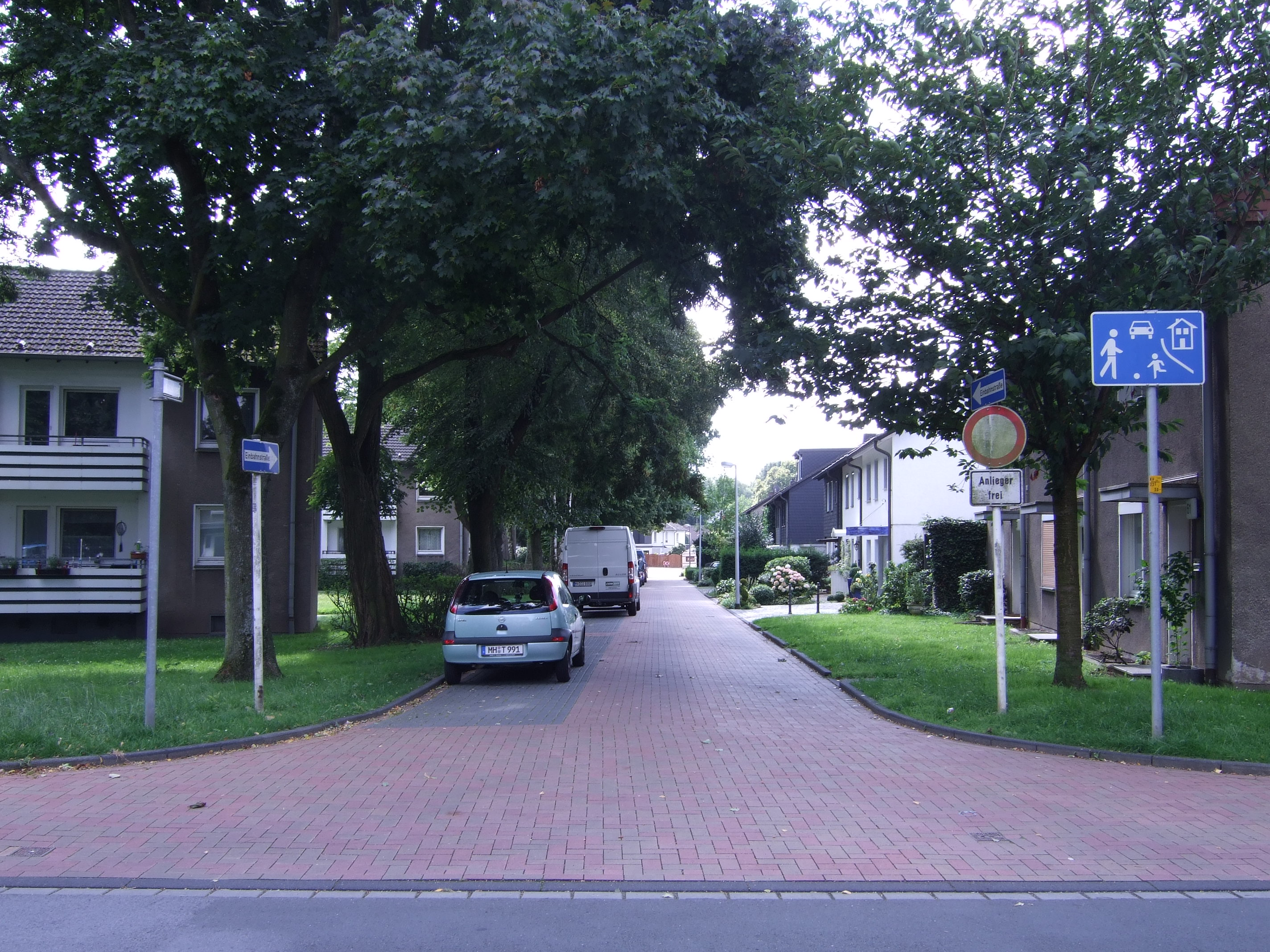
یک خیابان محدوده مسکونی در آلمان

خیابان محدوده مسکونی نوعی طراحی خیابان است که اولویت را به عابران پیاده، دوچرخه‌سواران و تعاملات اجتماعی به جای خودروها می‌دهد. هدف خیابان محدوده مسکونی تبدیل آن به یک فضای عمومی پر جنب و جوش برای معاشرت، بازی و حمل و نقل فعال است. در مقابل خیابان‌های سنتی که تمرکز اصلی آنها بر تردد خودروها است، خیابان‌های محدوده مسکونی به دنبال ایجاد محیطی امن‌تر، جذاب‌تر و قابل سکونت‌تر برای همه هستند.

## اصول طراحی
خیابان‌های محدوده مسکونی برای رسیدن به اهداف خود از عناصر طراحی مختلفی استفاده می‌کنند:
کاهش سرعت ترافیک: اقداماتی مانند سرعت‌گیر، تقاطع‌های برجسته، شِکَن (پیچ‌های تند) و جاده‌های باریک‌تر برای کند کردن عمدی ترافیک خودروها اجرا می‌شود. این امر محیطی امن‌تر برای عابران پیاده و دوچرخه‌سواران ایجاد می‌کند.
فضای مشترک: تأکید بر استفاده مشترک از خیابان توسط همه افراد است. این امر ممکن است شامل محو کردن خطوط بین پیاده‌روها و جاده یا حذف کامل آنها باشد.
فضای سبز و مبلمان خیابانی: درختان، باغ‌ها، نیمکت‌ها و زمین‌های بازی عناصر ضروری برای افزایش جذابیت و کارایی فضا هستند. آنها مردم را تشویق می‌کنند تا در فضایی دلنشین توقف و از آن لذت ببرند.
کاهش پارکینگ: پارکینگ اغلب به حداقل می‌رسد یا به مناطق تعیین‌شده در کنار خیابان منتقل می‌شود. این امر فضای بیشتری برای فعالیت‌های عابران پیاده ایجاد می‌کند و خطوط دید را بهبود می‌بخشد.

## زمینه تاریخی

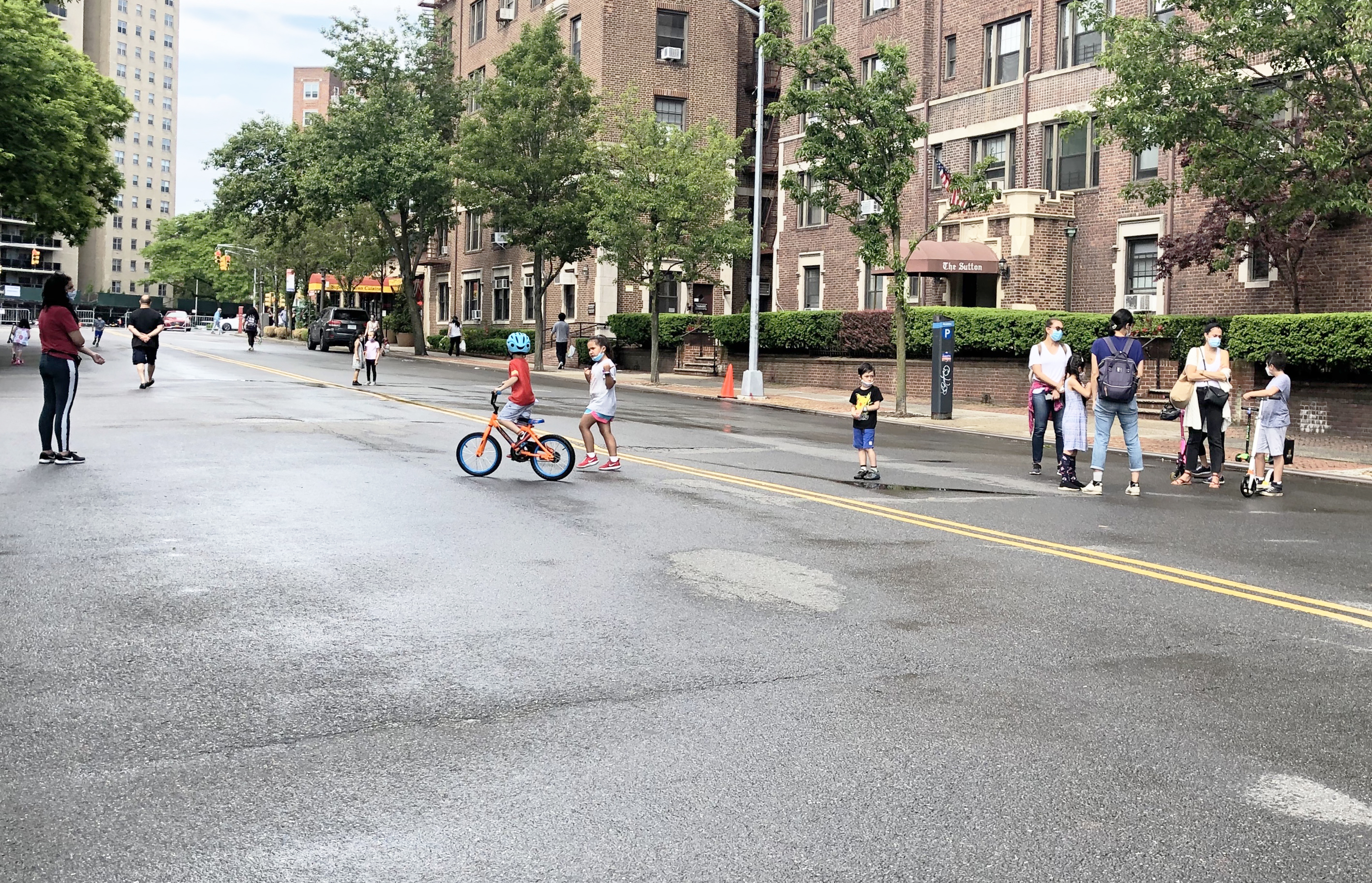
خیابانی برای بازی و بدون خودرو در نیویورک در طول همه‌گیری کووید-۱۹، مه ۲۰۲۰

مفهوم خیابان‌های محدوده مسکونی از مدل 'Woonerf' (وون‌اِرف) هلندی الهام گرفته شده‌است که در دهه ۱۹۷۰ ظهور کرد. Woonerven برای به چالش کشیدن سلطه خودرو در مناطق مسکونی و بازپس‌گیری خیابان‌ها به عنوان فضاهای اجتماعی طراحی شده بود. این ایده متعاقباً در سراسر اروپا و فراتر از آن گسترش یافت.

## مزایا
افزایش ایمنی: سرعت پایین‌تر خودروها به‌طور قابل توجهی خطر و شدت تصادفات را کاهش می‌دهد.
جامعه و معاشرت: خیابان‌های محدوده مسکونی تعامل، حس مکان و زندگی اجتماعی پر جنب و جوش‌تر را تقویت می‌کنند.
بازی کودکان: با به حداقل رساندن خطرات ترافیکی، این خیابان‌ها به محیطی امن برای بازی کودکان در فضای باز تبدیل می‌شوند.
سلامتی و رفاه: حمل و نقل فعال مانند پیاده‌روی و دوچرخه‌سواری تشویق می‌شود و سبک زندگی سالم‌تر را ارتقا می‌دهد. آلودگی هوا و صدا از ترافیک نیز به‌طور
تأثیرات زیست‌محیطی: فضای سبز، استفاده کمتر از خودرو و ویژگی‌های پایدار می‌توانند به‌طور مثبت به محیط زیست

## نمونه‌هایی از خیابان‌های محدوده مسکونی
خیابان‌های محدوده مسکونی را می‌توان در سراسر جهان با نام‌ها و رویکردهای مختلف یافت. نمونه‌های برجسته عبارتند از:
خیابان نمایشگاه (لندن، انگلستان): نمونه‌ای برجسته از طراحی 'فضای مشترک' که در آن علامت‌گذاری‌های سنتی جاده حذف شده‌است.
منطقه فاوبن (فرایبورگ، آلمان): یک منطقه کامل که با پایداری و خیابان‌های محدوده مسکونی متمرکز بر عابران پیاده طراحی شده‌است.
ابتکار خیابان‌های بازی (شهرهای مختلف): برنامه‌هایی که خیابان‌ها را برای بازی و اجتماعات محلی به‌طور موقت می‌بندند.

## علائم راهنمایی و رانندگی در خیابان‌های مناطق مسکونی

اتریش
بلژیک
جمهوری چک
فنلاند
آلمان
هلند
لهستان
روسیه
صربستان
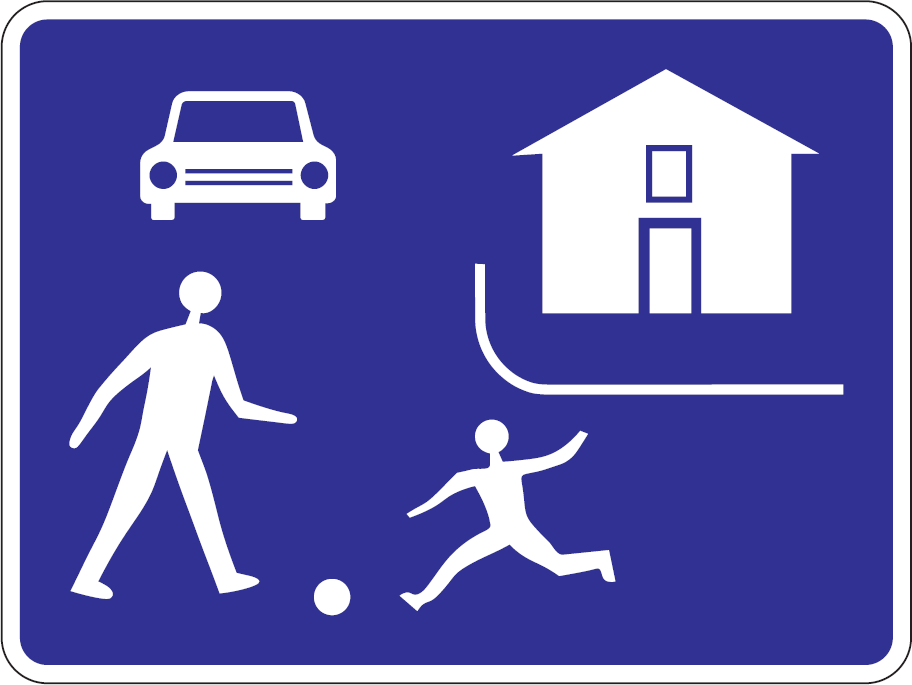
اسلواکی
اسپانیا
سوئد
سوئیس